# Karen Bit Vejle
Karen Bit Vejle (født 5. juni 1958 i Ejby i Danmark) er en dansk kunstner. Hun boede i Trondheim i Norge 1984–2014. 
Vejles primære kunstart er psaligrafi, kunsten at skabe billeder af papir ved at klippe mønstre og motiver. Hun viderefører en tradition, som blandt andre H.C. Andersen var udøver af, og en teknik, som i 1700-tallet var vigtig i silhuet-portrætfremstilling. Et psaligrafisk værk er formet af et stort sammenhængende stykke papir og er klippet udelukkende med saks. Arbejdet er tidskrævende og kræver stor koncentration. Klipper man forkert, kan det ikke rettes op.
Hun har opgaver og udstillinger både i Norden, resten af Europa, USA og Asien. Det kendte London-galleri Adrian Sassoon er hovedforhandler af hendes værker.
I 2010 indledte hun et kunstnerisk samarbejde, "Paper dialogues", med den kinesiske papirkunstner Xiaoguang Qiao. Det resulterede i en udstilling, som har været vist i flere lande. 
Med udgangspunkt i papirklippenes mønster har hun også designet andre produkter, som dyner, duge og service. 

## Baggrund
I Danmark er der tradition for at sende hilsner med papirklip og lave dekorationer af papir til påske og jul, og Karen Bit Vejle har klippet i papir, siden hun var lille, men dengang først og fremst i forbindelse med disse højtider. Da hun var 16 år, så hun Jens Jacob Jensen (Sabber) i Tivoli klippe silhuetter i papir. Hun blev så inspireret, at hun gik hjem, tog sin moders brodersaks og begyndte at klippe. Siden har hun klippet næsten dagligt, først for at opøve teknikken, til hun mestrede de symmetriske klip, som fremstår ved at folde og klippe. Derefter videreudviklede hun sine klip med asymmetriske motiver ved siden af de symmetriske ornamenter og mønstre. 
I mange år var papirklipningen en fritidsbeskæftigelse; først mens hun studerede nordiske sprog og massekommunikation ved Aalborg Universitet, og senere da hun arbejdede ved Ringve Museum og derefter som projektleder og journalist i NRK. 
I 2006 fik hun diagnosen kronisk udmattelsessyndrom (ME). Hun måtte opsige sin stilling i NRK, men kunne efter en tid genoptage sit psaligrafiske arbejde, da det kan udføres i hendes eget tempo med indlagt nødvendig hvile.
En karakteristik af hendes kunst:
"Det er mye humor i Karen Bit Vejles billedverden, humor og evnen til å se gleden i de små tingene. Bildene hennes er fengslende forundringspakker. Men like ofte fanger hun ettertrykkelig alvor og temaer ment for engasjement og refleksjon"
S. Guttormsen
Selv har hun sagt:
| “ | Det er to grunnleggende forskjeller på maleri og papirklipp, eller psaligrafi, som det også kalles. Den ene er at når jeg lyssetter papirbildene, blir skyggene de skaper en del av kunstverket. Den andre forskjellen er at hvis en maler gjør en feil, kan han male over den. Hvis jeg klipper feil, er hele verket ødelagt og jeg må starte forfra igjen. Nøyaktigheten er også viktig. Det handler om brøkdeler av en millimeter for at figurene skal bli riktige." Karen Bit Vejle | ” |

## Karriere
Bit viderefører en tradition, en teknik som i 1700-tallet var vigtig i silhuet-portrætfremstilling, og en kunst som blandt andre H.C. Andersen var udøver af. Som i hans tilfælde findes der altid en historie i Bits psaligrafiske værker. I 2009 var hun inviteret til at holde en udstilling i museet H.C. Andersens Hus i Odense.
I 2008 havde hun sin første separate udstilling i Nordenfjeldske Kunstindustrimuseum i Trondheim. Der viste hun 69 klip, skabt gennem 25 år. Klippene vakte opsigt. Over 7.000 så udstillingen.
I årene efter debutudstillingen har Vejle arbejdet inden for flere felter. Hendes kunstneriske medium er fortsat 20-grams papir, og hendes værktøj er saksen. Hovedvægten er som tidligere på psaligrafiske værker (unika), men hun udvikler også motiver og mønstre for kommercielle produkter, som masseproducerede papirklip. Hun har også haft flere designopgaver, hvor hendes karakteristiske klip er overført til andre materialer. Uanset slutprodukt skaber og klipper hun altid selv originalmotivet.
Vejles tidligste arbejder var præget af et ønske om at udforske ornamentikkens matematik. De senere arbejder er i højere grad motiverede ud fra et kontemplativt perspektiv.
Siden hun begyndte at blive kendt omkring 2006/2007, er der sket meget. I 2007 fik hun både kunstnerstipendium fra Løgumkloster Refugium i Danmark og blev nomineret til kunstner i Sør-Trøndelag. Da Britannia Hotel i Trondheim fejrede 120-års jubilæum samme år, havde direktøren bestilt et værk af Vejle. Hun lavede et 185x150 cm papirklip, som viste hotellets historie. I 2008 var hun festspilkunstner ved Vinterfestspillene i Bergstaden. Det fem meter lange og en meter høje Sjostakovitsj' 1. pianotrio opus 8 blev lavet til denne begivenhed. 
Debutudstillingen, Med saksen som pensel, er siden 2008 vist i flere museer og gallerier i Norden. Udstillingerne er ikke identiske. Antallet af udstillede værker er det samme, men kunstneren foretager udskiftninger med nye klip undervejs.
Fra 2011 har Vejle arbejdet på heltid som kunstner. 
I 2013 var hun årets olsokkunstner under Olsokdagene på Stiklestad. Foruden omkring 40 andre originale papirklip, udstillede hun her for første gang værket St. Olav. Det er 72 cm bredt og 115 cm højt, og viser Olav den hellige både som vikingkonge og helgen.
I 2015 udformede hun kunstværket, som gives til modtagere af Trondheim kommunes mangfoldighedspris. Prisen består af ti psaligrafiske blade, som er kopier af Bits originalklip. Bladene er hver for sig unikke med varierende farvevalg på enkelte detaljer. Alle bladene er signerede og nummererede.
Senere har hun haft flere større opgaver, projekter og udstillinger. Nogen af dem er beskrevet nedenfor. Hun er også kommet ind i kunsthandler Adrian Sassoons internationale stald af kunstnere og skal udstille i Gallery Adrian Sassoon.

### Psaligrafiske værker
Da Britannia Hotel i Trondheim fejrede 120-årsjubilæum i 2007, havde de bestilt et værk af Bit. Hun lavede et 185x150 cm papirklip, som viser hotellets historie. I 2008 var hun festspilkunstner ved Vinterfestspillene i Bergstaden. Det fem meter lange og en meter høje Sjostakovitsj' 1. pianotrio opus 8 blev lavet til denne anledning. 
Hun har haft større udsmykningsopgaver for blandt andet Trondheim kommune, Hilton Copenhagen Airport Hotel og for modehuset Hermès.
I efteråret 2015 leverede hun en klippet altertavle til den nye kirke ved Sverresborg kirkesenter i Trondheim. Tavlen er 300 cm høj og 200 cm bred. Den er monteret mellem glasplader og lyssættes, så den kan bruges i forskellige sammenhænge.

### Ballerina Bulldog
En vigtig figur i Bits kunst er "Ballerina Bulldog", en tilsyneladende sart, men stærk ballerina. Målsætningen med Ballerina Bulldog-konceptet er at fremkalde refleksion over egen indre styrke og øge bevidstheden om det ansvar vi har for egne livsvalg. Konceptet er baseret på Søren Kierkegaards filosofi: "Den danske filosofen Søren Kierkegaard har sagt at når vi går på livsveien, kommer vi til et punkt der den deler seg i to. Vi må velge, og så går vi videre. Og når vi har gått et stykke, deler veien seg igjen og vi kan ta et nytt og kanskje klokere valg. Det er det vidunderlige"                                       Karen Bit Vejle til Bergens Tidende
Ballerina Bulldog fandtes oprindelig i 25 papirklip, lavet i 2011. Hun fremstilles med forskellige attributter, af kunstneren kaldet "power tools". Disse redskaber (tools) skal symbolisere hendes indre styrke (power), og vise hvordan hun tager greb og kontrol over eget liv. Når hun bruger dem for at slås for retfærdighed, skønhed og glæde. Nogle eksempler på power tools er "låsen" – for at minde hende om, at sammenhold og loyalitet giver styrke; "sommerfuglen" – for at minde hende om, at hun altid kan forandre sig, og "humlebien" – det umulige er mulig, bare du vil det nok.
Senere er konceptet udviklet. Ballerina Bulldog fremstilles ofte på udstillingsåbninger af en levende ballerina som optræder med en bulldog ved sin side, ydermere er der lavet en animationsfilm om og med hende.
TINDEFILM har lavet dokumentarfilm om Bit. I 2015 blev BIT – Ballerina Bulldog nomineret som årets bedste dokumentarfilm ved BIFF.

## Udstillinger
- 2008 Nordenfjeldske Kunstindustrimuseum, Trondheim.
- 2009 Hå gamle præstegård, Hå.
- 2009 Blaafarveværket, Modum.[23]
- 2009 KUNSTEN, Ålborg.[24]
- 2010 H.C. Andersens Hus, Odense.[25]
- 2010 Nordens hus, Reykjavik.
- 2010 Hanaholmen, Helsinki.
- 2010 Verkaranta, Tammerfors.
- 2011 Maihaugen, Lillehammer. Hendes store vandreudstilling hang størstedelen af året i Maihaugens store sal. 80.000 mennesker besøgte udstillingen.[26]
- 2012 Kalmar slot, Kalmar.[27]
- 2013 Nordic Heritage Museum, Seattle, USA
- 2014 Turnblad Mansion, Minneapolis, USA
- 2015 Bryggens Museum og Alvøen hovedgård, Bymuseet i Bergen
- 2016 Hadeland Glassverk
- 2016 Malmø Slott, Sverige
- 2016 Hallands kulturhistoriska museum, Sverige.[28]
- 2016 Juensuu Art Museum, Finland
- 2017 Hardanger Museum, Norge
- 2017 Helsinki Design Museum, Finland
- 2018 TEFAF, New York
- 2018 HOMO FABER, Venedig, Italien

Debutudstillingen, Med saksen som pensel, er siden 2008 vist i flere museer og gallerier i Norden og USA, hvor den vises under titlen Scissors for a brush. Udstillingerne er ikke identiske. Antallet af værker er det samme, men kunstneren foretager udskiftninger med nye klip undervejs.
Karen Bit Vejle har deltaget i flere gruppeudstillinger, blandt andet udstillingen Slow art ved Nationalmuseum i Stockholm (maj 2012–februar 2013).
Hun har lavet store psaligrafiske arbeider for Royal Café i København og haft udstilling der i 2011.
Hun har også haft større udsmykningsopgaver både for Hilton Copenhagen Airport Hotel og for modehuset Hermès.
I 2013 er udgivet en monografi om kunstneren på kulturforlaget Orfeus Publishing. I 2014 var hun inviteret til at udstille i Kina sammen med Kinas fremmeste papirklipper, Xiaoguag Qiao.
I 2013 var Bit Vejle «årets olavskunstner» under festivalen Olavsdagene på Stiklestad i Norge.
I 2019 var Bit Vejle festivalkunstner ved Vinterfestspillene i Bergstadens 20 års jubilæum på Røros i Norge.

### Paper dialogues
Omkring 2010 startede "Paper dialogues", et kunstnerisk samarbejde, en dialog, mellem den kinesiske papirkunstner Xiaoguang Qiao og Karen Bit Vejle. De to kunstnere har meget uens udtryksform, men arbejdet frem mod en fælles udstilling, hvor begge viser sine unikke papirklip i store formater. Et hovedtema i værkerne, de skabte, var dragen i både kinesisk og norsk kultur og ornamentik. Udstillingen blev først vist i Beijing i efteråret 2014, derefter i Shanghai samme efterår. Foråret 2015 kom den til Norge, først til Vigelandsmuseet i Oslo, derefter til Nordenfjeldske Kunstindustrimuseum senere på året.

### Skabelonmalerier
Bit klipper altid i dobbelt lag papir. Dette gør, at hun får to identiske klip. Det ene beholdes i sin ensfarvede originalversion, mens det andet kan benyttes som skabelon for en anden type kunstværk, skabelonmaleri, hvor det som er det psaligrafiske værks mellemrum fremstår med farve i det sprøjtemalede maleri, mens papirklippets motiv fremstår hvide. Skabelonmaleriet ligner dermed papirklippet, men uden dets lys- og skyggevirkninger. 
Skabelonmalerierne blev første gang udstillet i Alvøen hovedbygning ved Bymuseet i Bergen i 2015.

## Produktdesign
Vejle har en egen serie med masseproducerede papirklip-dekorationer og kort. De fremstilles ved hjælp af laserteknologi med udgangspunkt i hendes originalklip.
Hun har designet plaids og duge for Røros Tweed, dåbspledd for Nidarosdomen og service for Porsgrunds Porselænsfabrik. 
Da Åge Aleksandersen markerede sin 60-årsdag med pladeudgivelse i 2009, gav han Karen Bit Vejle i opgave at designe forsiden på de to CD-bokse. Det store originalklip er med på Vejles vandreudstilling. Alexandersen bruger det hjerteformede "våbenskjold" i flere sammenhænge, blandt andet som scenedekoration under koncerter.
I 2011 var Vejle årets designer ved Maihaugen. Samme år fik hun førsteprisen i produktkonkurrencen under Rennebumartnan.
I 2013 havde hun en større opgave for det danske firma Georg Jensen.

## Museum for papirkunst
I foråret 2018 åbnede Bit Vejle "Museum for papirkunst" i Hune ved Blokhus i Danmark hvor hendes psaligrafiske værker udgør kernen i den faste udstilling. Desuden vil der være skiftende udstillinger hvor museet præsenterer dansk og international papirkunst i verdensklasse.